# Baie de Purvis

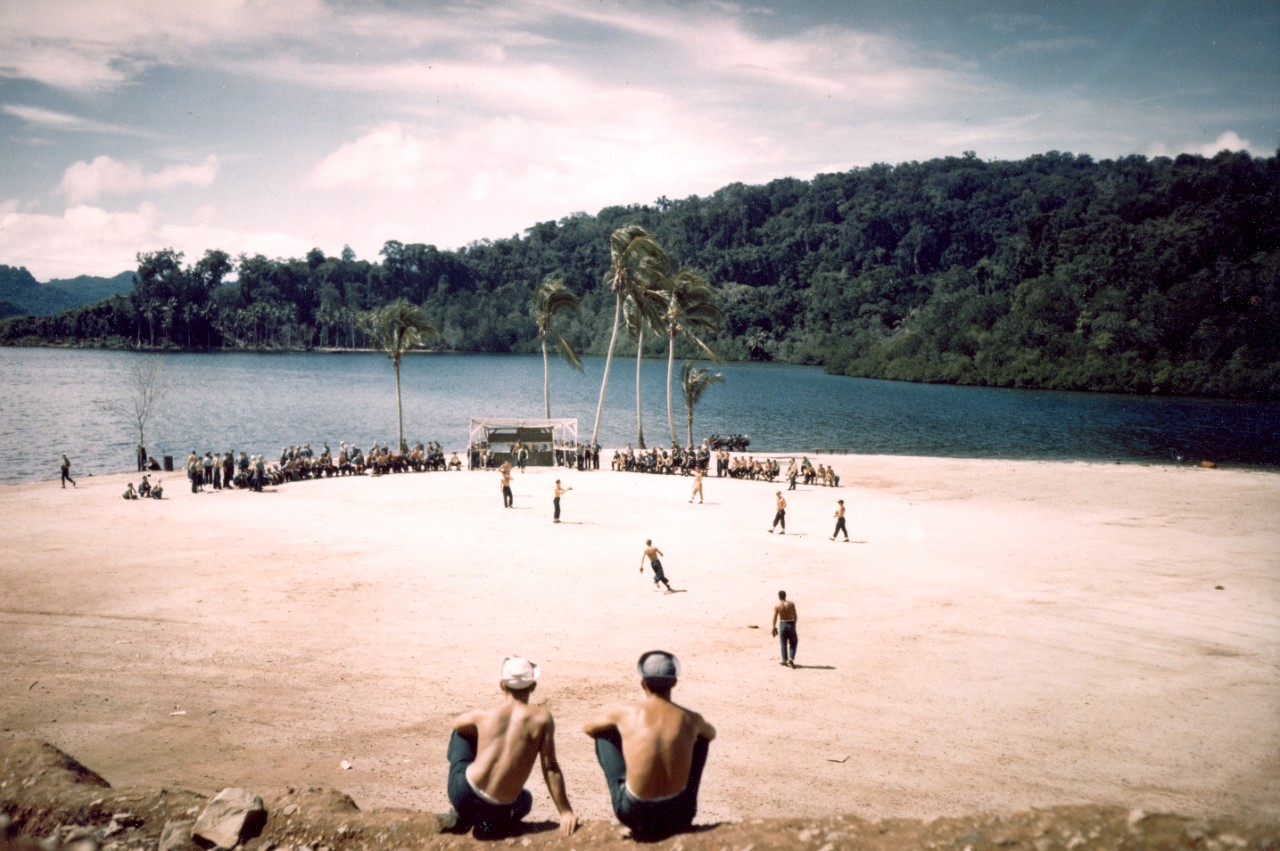
Centre de loisirs de la flotte, Port Purvis, île Florida, 21 avril 1944

La baie de Purvis (en anglais: Purvis Bay) est située dans les îles Florida (ou îles Nggela), qui font partie des îles Salomon. 
La baie de Purvis est la zone abritée située au sud de l'île Nggela Sule (appelée Florida Island pendant la Seconde Guerre mondiale), incluant l'îlot Tulagi voisin et s'orientant vers le sud-est de celui-ci.
La baie de Purvis et les îles Nggela se trouvent de l'autre côté du Ironbottom Sound de Guadalcanal. La baie était le site du Port Purvis, entretenu par la marine américaine (United States Navy), à l'usage des marines alliées dans le théâtre de l'océan Pacifique de la Seconde Guerre mondiale,.

## Source
- (en) Cet article est partiellement ou en totalité issu de l’article de Wikipédia en anglais intitulé « Purvis Bay » (voir la liste des auteurs).